# میروسواو زیتارسکی
میروسواو زیتارسکی (لهستانی: Mirosław Ziętarski؛ زادهٔ ۹ مارس ۱۹۹۳) قایقران روئینگ اهل لهستان است.
وی در مسابقات کشوری و بین‌المللی در مجموع برندهٔ ۳ مدال طلا، ۳ مدال نقره، ۴ مدال برنز شده است.